# Jonathan Coeffic
Jonathan Coeffic, né le 1er juin 1981 à Villeurbanne, est un rameur français. Il est ingénieur diplômé en 2007 de l'INSA Lyon, spécialité Génie Civil et Urbanisme, après avoir bénéficié d'un accompagnement de « Sportif de Haut Niveau » durant ses études.
Sélectionné pour les Jeux olympiques d'été de 2008 à Pékin, il remporte la médaille de bronze du quatre de couple avec ses coéquipiers Julien Bahain, Cédric Berrest et Pierre-Jean Peltier. Il est vice-champion de France 2008 en skiff sénior hommes. Aux Jeux olympiques de 2004, il avait déjà obtenu une 13e place en quatre de couple homme.

## Palmarès

### Jeux olympiques
- Médaille de bronze en quatre de couple aux Jeux olympiques d'été de 2008 à Pékin.

### Championnats du monde
- Médaille d'argent en quatre de couple aux Championnats du monde 2007